# 메탈슬러그
메탈슬러그(영어: Metal Slug) 시리즈는, 네오지오 아케이드 머신 및 SNK가 제작한 게임기용으로 처음 출시된 진행형 슈팅 비디오 게임 시리즈이다. 세가새턴, 플레이스테이션, 네오지오 포켓 컬러에 이식되었고, 최근에는 게임보이 어드밴스, 플레이스테이션 2, 플레이스테이션 3, 플레이스테이션 포터블, 엑스박스, 엑스박스 360, 닌텐도 DS, 닌텐도 스위치에도 이식되었다.

## 게임 목록
- NeoGeo
  - 메탈슬러그（1996년 5월 24일, 일본）윈도95
  - 메탈슬러그2（1998년 4월 2일, 일본）윈도98
  - 메탈슬러그X（1999년 3월 19일, 일본）
  - 메탈슬러그3（2000년 6월 1일, 일본）윈도2000/윈도ME
  - 메탈슬러그4（2002년 6월 19일, 일본）윈도XP
  - 메탈슬러그5（2003년 11월 30일, 일본）윈도 서버 2003
  - 메탈슬러그6（2006년 2월 24일, 일본）롱혼(LONG HORN)

- 네오지오 CD
  - 메탈슬러그（1996년 7월 5일, 일본）
  - 메탈슬러그2（1998년 6월 25일, 일본)

- Sega Saturn
  - 메탈슬러그（1997년 4월 4일, 일본）

- Playstation
  - 메탈슬러그（1997년 8월 7일, 일본）
  - 메탈슬러그X（2001년 1월 25일, 일본)

- Playstation 2
  - 메탈슬러그 3（2003년 6월 19일, 일본）
  - 메탈슬러그 4（2004년 9월 22일, 일본）
  - 메탈슬러그 5（2005년 4월 28일, 일본)
  - 메탈슬러그 6（2006년 9월 14일, 일본）
  - 메탈슬러그 3D
  - 메탈슬러그 컴플리트(2006년 10월 31일, 미국),（2007년 5월 31일, 일본), (2007년 6월 5일, 한국)

- PSP
  - 메탈슬러그 컴플리트(2007년 2월 20일, 미국),（2007년 2월 22일, 일본), (2007년 3월 13일, 한국)
  - 메탈슬러그XX (2009년 12월 23일, 일본), (2010년 2월 23일, 미국), (2010년 6월 15일, 한국)

- 닌텐도 DS
  - 메탈슬러그7 (2008년 6월 22일, 일본) (2009년 1월 21일, 한국)

- Wii
  - 메탈슬러그 컴플리트 (2006년 10월 31일, 미국),（2007년 12월 27일, 일본),（2008년 6월 19일, 한국)

## 등장인물

### 아군
- 메탈슬러그: 1P: 마르코 로시, 2P: 타마 로빙
- 메탈슬러그 2: 피오 제르미, 에리 카사모토
- 이외:
  - 마르크리우스 데니스 로시
  - 타마이클 로빙 3세
  - 피오리나 제르미
  - 트레버 스페이시
  - 나디아 카셀
  - 클락 스틸
  - 랄프 존스
  - 레오나 하이데른 (히든캐릭터)
  - 김렛
  - 레드 아이
  - 월터 라이언
  - 타이라 엘슨
  - 로베르토 니콜라
  - 나탈리 네오
  - 아리사 스튜어트
  - SV- 001

시리즈를 상징하는 가공의 전차로, 실제 게임에서 점프가 가능하고 기관포와 중형 캐논으로 무장한 전차로 나온다. 점프는 일반 플레이어의 맨몸 점프보다 낮으나 험한 지형을 주파하는 데는 유용하다. 기관포는 중기관총과 비슷한 수준으로 연사 속도가 빠르고 각도 조절이 자유로워서 강한 위력을 발휘하며, 중형 캐논도 역시 높은 파괴력과 넓은 타격 범위로 막강한 위력을 발휘한다.
- - 슬러그 플라이어

슬러그 플라이어는 해리어 전투기를 닮았으며 실제 게임에서 약간 조그만 크기의 전투기로 나온다.(모덴군의 플라잉 타라와 그 크기가 비슷하게 보인다.) 비행형 슬러그이기 때문에 점프는 할 수 없고 화면을 상하좌우로 저으며 움직인다. 기관포는 메탈슬러그의 것처럼 빠른 연사 속도가 장점이지만 각도는 위로 45도 수평 아래로 45도로 제한되어 있다.
- - 슬러그 노이드

2족 보행 전차로 점프를 상당히 높게 할 수 있으며, 걷는 속도는 느리게 느껴질 수 있다. 기관포는 좌우 양쪽에 두 개가 달려 있다. 적군의 공격을 한 번 맞을 때마다 기관포가 하나씩 떨어져 2번 맞게 되면 캐논밖에 쓸 수 없게 된다. 캐논의 종류는 2가진데, 2나X에선 지면에 닿으면 불이 나지만 기계류에 닿으면 평범한 캐논 효과를 내는 캐논이 달려있고 3에 추가된 캐논은 팻플레이어 상태의 아이언리저드로 나간다.
그래서 폭탄이 뛰어가다 넘어지기도 하고, 쉬어가기도 한다.
그 다음부턴 게임 상황에 따라 폭탄의 종류가 바뀐다.

### 적군

모덴군의 휘장.

- 모덴군 (Morden軍)

시리즈의 주된 적 군사 조직이다. 어떤 상황에서는 동맹군이 되기도 한다.
모덴군은 제2차 세계 대전의 나치 독일 군대를 모티브로 하고 있다. 보병의 군복 디자인에서부터 시작해서 각종 무기와 병기 등이 나치 독일군의 것과 비슷하다. 또한 모덴 원수의 모습도 아돌프 히틀러와도 비슷하다. 모덴군의 휘장 또한 하켄크로이츠가 있는 나치 독일의 국기를 소재로 한 것이며, 모덴군 병기 중 일부분에 이 휘장이 붙어 있다. 이 휘장의 다른 형태로는 검은 십자 대신 검은 독수리 무늬가 그려져 있는 것이 있다. 이는 나치 독일 정부의 상징물인 브레스트 이글(Breast Eagle)을 소재로 한 것이다.
- - 알렌 오닐 (Allen O'Neil)

웬만한 전차보다 뛰어난 내구력을 가지고 있어 수많은 총알과 수류탄 세례에도 끄떡없고, 엄청난 스피드를 가지고 있다. 적이 멀리 있을 때에는 M60 기관총과 수류탄을 던져 공격하고 적이 접근해 근접하면 칼을 휘둘러 공격한다. 메탈슬러그 1에서는 보급이 없었으나 메탈슬러그 2부터 M60 기관총을 흘려 다가가면, 헤비 머신건을 얻을 수 있다.
- 마즈 피플 (Mars People)

언제, 어떻게 모덴군과 접촉하여 동맹을 맺었는지는 알려진 바가 없지만 안타깝게 아마데우스군과 함께 등장하지 않았다.. 그러나, 모덴군과 결탁하여 지구정복을 돕는 척하며 후에 모덴군을 배신하여 지구침략을 하려다 실패해 물러나 모덴 원수를 풀어준다. 메탈슬러그 3에서는 자신들에게 복수할 계획을 세웠던 모덴을 납치하고 가짜로 모덴 행세를 한다. 하지만 6에선 정규군과도 협력한다.
- 아마데우스군 (Amadeus Army)

메탈슬러그 4에 한정하여 등장하는 모덴군의 하위 군사 조직으로 나오는 가공의 군사 조직이다. 안타깝게 마즈 피플들과 함께 등장하지도 않았으며 관련도 없다. 메탈슬러그 어택에서는 모덴군의 하위 군사 조직으로 나온다. 거의 잘 알려진 바는 없지만 조직의 수장이 모덴이 아닌 만프레드 아마데우스 박사로 나오며 메탈슬러그 6에 모덴군, 마즈피플과 함께 파이널미션에 정규군과 같은편으로 나왔어야했다. 심벌은 파란색에 A자 문양이다.
- 프토레마이크군 (Ptolemaic Army)

메탈슬러그 5에 등장하는 가공의 군사 조직이다. 하지만 아직도 아마데우스군의 역할을 대신할 프토레마이크군의 하위 군사조직이 없어서 안타깝다. 메탈슬러그 시리즈 중 유일하게 모덴군이 나오지 않는 메탈슬러그 5에서 모덴군의 역할을 대신한다. 하지만 갑자기 나타난 비밀스러운 군대로, 메탈슬러그를 탈취하고 세계 각지에서 수상한 테러 행위를 벌인다. 고대 유적지에서는 원주민과 함께 정규군을 공격하기도 하고, 도시를 위협하기도 하는 이 조직에 대해선 아무것도 알려진바 없다.

## 같이 보기
- 데몬 프론트
- 메탈슬러그 (비디오 게임)
- 메탈슬러그 2
- 메탈슬러그 3
- 메탈슬러그 4
- 메탈슬러그 5
- 메탈슬러그 6
- 메탈슬러그 7
- 메탈블랙